# トマス・ベケット
トマス・ベケット（Thomas Becket, 1120年12月21日 - 1170年12月29日）は、イングランドの聖職者でカンタベリー大司教（在任：1162年 - 1170年）。

## 生涯
ノルマン人富裕層の両親の子としてロンドンに生まれた。1142年ごろ、カンタベリー大司教シオボルド・オブ・ベックの元に仕え、留学の後1154年に助祭長となる。
また、イングランド王ヘンリー2世に大法官として仕えた。しかし、大司教に叙階された後は教会の自由をめぐってヘンリー2世と対立するようになり、さらには他の司教の支持も失い1164年、国外へ逃亡した。逃亡先のポンティニー修道院は、当時追放された他のイングランドの高位聖職者達がトマス・ベケットをはじめ、多数滞在した 。
ヘンリー2世との和解は1170年に成ったものの、帰国早々またしても問題が発生した。ヘンリー2世の息がかかった司教に対し、ベケットが懲戒を行ったものである。ヘンリー2世は当時ノルマンディーに滞在していたがこれに激怒し、その意を汲んだ4人の騎士がカンタベリーに向け渡海、12月29日の夕刻、ベケットはカンタベリー大聖堂において暗殺された。目撃者の証言によると最後の言葉は「喜んで私は、イエスの名のために、また教会を守るために死ぬ」であったと伝えられている。

## 死後
1173年、ローマ教皇アレクサンデル3世はベケットを列聖し、以後多くの巡礼者がカンタベリー大聖堂に訪れることになった。翌1174年7月12日、ヘンリー2世はベケットの墓の前で懺悔を行った。ローマ教会に屈服を余儀なくされたこともあり、この事件はヘンリー2世の命運を暗転させる契機となった。
1880年、コンラート・フェルディナント・マイヤーが『聖者』でベケットの生涯を描いた。1884年、詩人のアルフレッド・テニスンが『ベケット』を書き、T・S・エリオットの詩劇『寺院の殺人（1935年）』やジャン・アヌイの戯曲とそれを原作とする1964年の映画『ベケット』がある。